# Santiago Castro Anido
Santiago Castro Anido (Mugardos, 16 de maig de 1947) fou un futbolista català de la dècada de 1970.

## Trajectòria
Es formà al Galicia de Mugardos, passant més tard a l'Arsenal de Ferrol i a partir de 1965 al Racing de Ferrol. Després de destacar al Racing de Ferrol a Segona Divisió, fou fitxat pel FC Barcelona l'any 1968. L'any 1971, el Barça fitxà a Quique Costas del Celta de Vigo per 11 milions de pessetes i el traspàs de Castro al club de Vigo. Al Celta jugà durant deu temporades on esdevingué un jugador bàsic per al club amb 276 partits de lliga jugats.